# Zelenokumsk
Zelenokumsk (in lingua russa Зеленоку́мск) è una città della Russia situata nel Kraj di Stavropol', situata nella pianura ciscaucasica, sul fiume Kuma, 265 km a oriente di Stavropol'; è il capoluogo del distretto di Sovetskij.
La città fu fondata nel 1762 con il nome di Voroncovo-Aleksandrovskoe. Nel 1963 ricevette lo status di villaggio urbano e fu rinominata Sovetskoe. Nel 1965 ricevette lo status di città e gli fu attribuito l'attuale nome.

## Società

### Evoluzione demografica
Fonte: mojgorod.ru
- 1959: 11.500
- 1970: 29.700
- 1979: 32.100
- 1989: 35.100
- 2002: 40.340
- 2007: 40.200